# RENFE 730 sorozat
A RENFE 730 sorozat egy spanyol Bo'Bo' + 2'1'1'1'1'1'1'1'1'1'1'2' + Bo'Bo' tengelyelrendezésű billenőszekrényes nagysebességű villamos motorvonat. Ismert még mint Talgo 250 Hybrid vagy Talgo 250 H. A Talgo és a Bombardier alkotta konzorcium alakított át 15 meglévő RENFE 130 sorozatú villamos motorvonatot 730-as sorozattá. A járművek pályaszáma a korábbi 130 011-130 025 helyett 730 011-730 025 lett. A szerződés értéke 73 millió euró. 2012 végétől álltak forgalomba a RENFE hálózatán.

## Műszaki jellemzése
A motorvonat két vonófejből és a köztük található kilenc alacsony padlós Talgo betétkocsikból áll. Egyaránt képes üzemelni az 1 668 mm-es, 3 kV egyenárammal villamosított spanyol vasútvonalakon és a 25 kV 50 Hz váltakozó árammal villamosított újépítésű nagysebességű AVE pályákon. Felsővezeték nélküli vonalakon pedig a két V12-es MTU 12V4000R43L dízelmotorja hajtja. A vonatba ASFA, LZB, ETCS Level 1+2 és EBICAB biztosítóberendezést telepítettek. Normál nyomtávú pályákon 250 km/h, széles nyomtávon 220 km/h, míg dízelüzemben csak 180 km/h a legnagyobb sebessége. A nyomtávváltó állomásokon maximum 15 km/h sebességgel haladhat keresztül.
2011 nyarán még a tesztüzem zajlott, de 2012 végétől már forgalomba álltak Galicia (Santiago de Compostela és Vigo) és Murcia tartományok felé.
A spanyol fejlesztési miniszter az Ourense és A Coruña közötti nagysebességű vonalon megtartott próbafutás alkalmával 2011. szeptember 20-án bejelentette, hogy a RENFE a 730 sorozatú motorvonatokat Madrid és Galícia északnyugati régiója között 2012 közepén állítja üzembe. Az új motorvonat a Madrid–Galícia közötti utazási időt kevesebb, mint 5 órára csökkenti, Madrid és Olmedó között a nagysebességű infrastruktúrát használva, a nem villamosított 1668 mm nyomtávolságú vonalszakaszon Olmedotól Ourenséig, majd tovább Ourensétől A Couranig az új nagysebességű villamosított vonalon közlekedik. Ezt a vonalszakaszt december 10-én nyitották meg. A 730 sorozatú motorvonat maximális sebessége dízel üzemben 180 km/h, 3 kV egyenáramú felsővezetéki rendszer alatt pedig 220 km/h, a nagysebességű 1 435 mm nyomtávolságú infrastruktúra esetén 250 km/h.

## Balesetek
A Santiago de Compostela-i vasúti baleset 2013. július 24-én történt Spanyolországban, amikor a Madridból Ferrolba tartó RENFE 730 sorozatú Alvia gyorsvonat három kilométerre a Santiago de Compostela-i állomástól egy ívben kisiklott. A vonaton 218 utas és négy főnyi személyzet utazott. A balesetben 79-en meghaltak, és több mint százan megsérültek.

## Képek

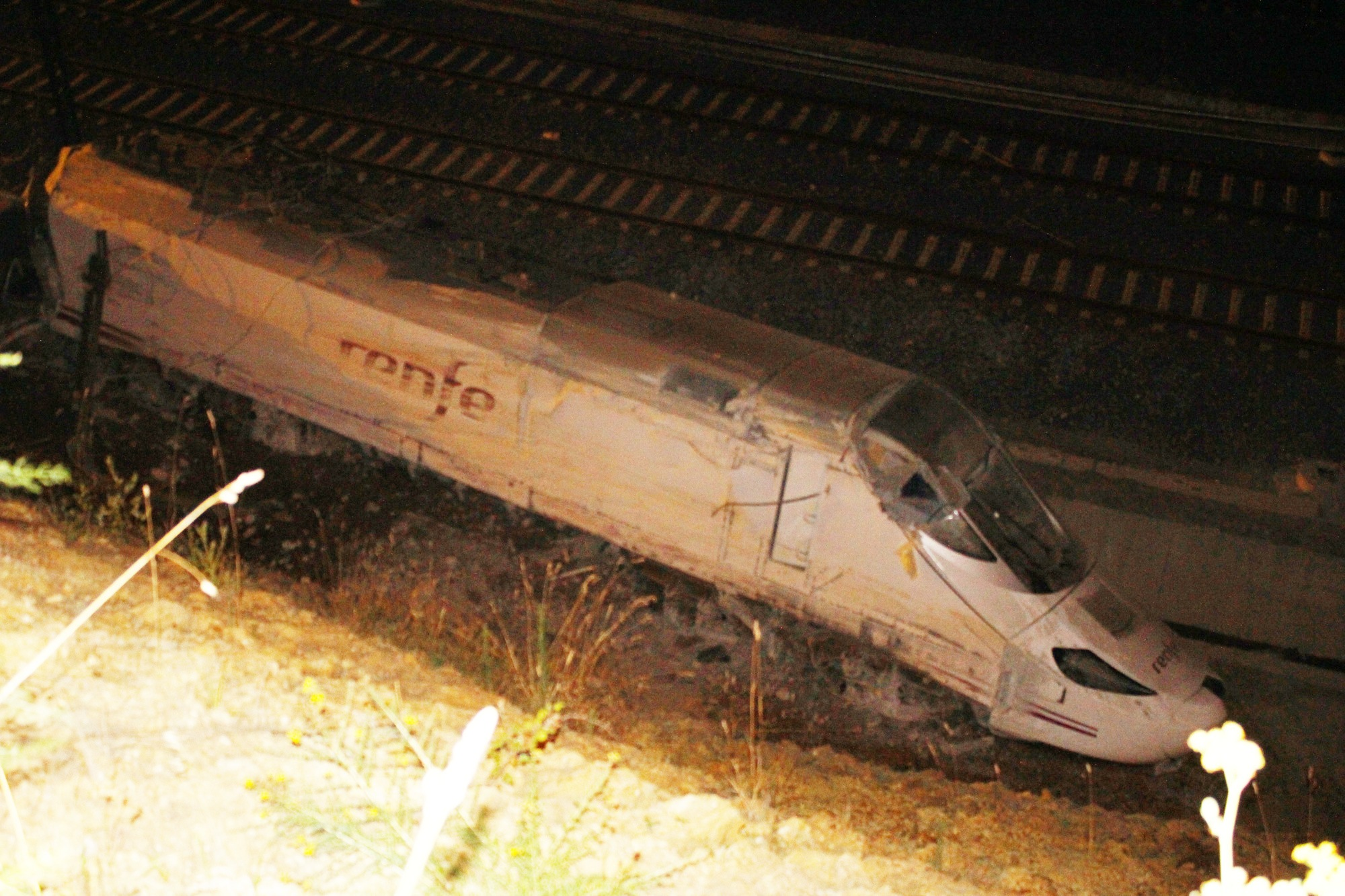
A kisiklott vonófej a Santiago de Compostela-i vasúti balesetben
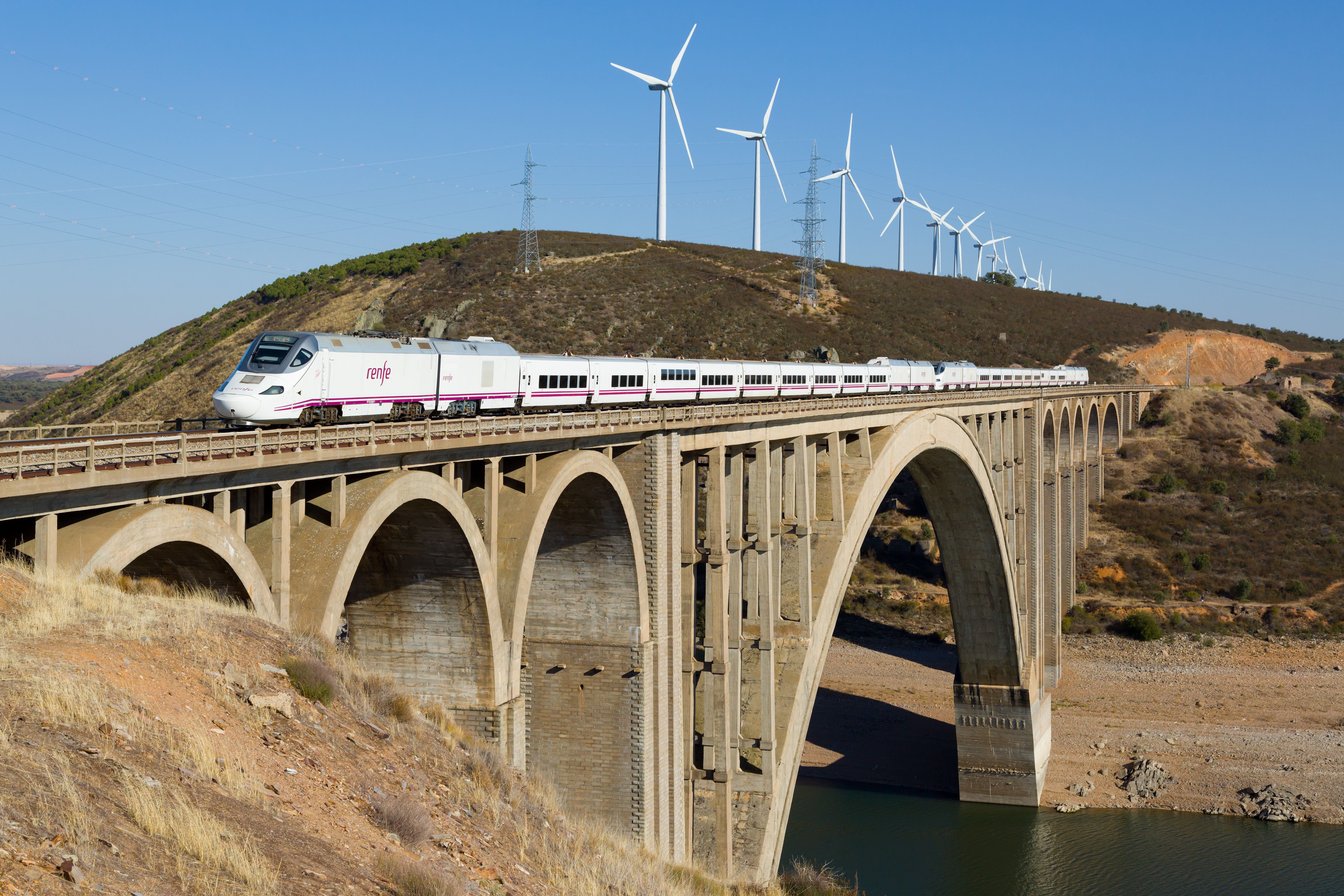
RENFE 730 sorozat
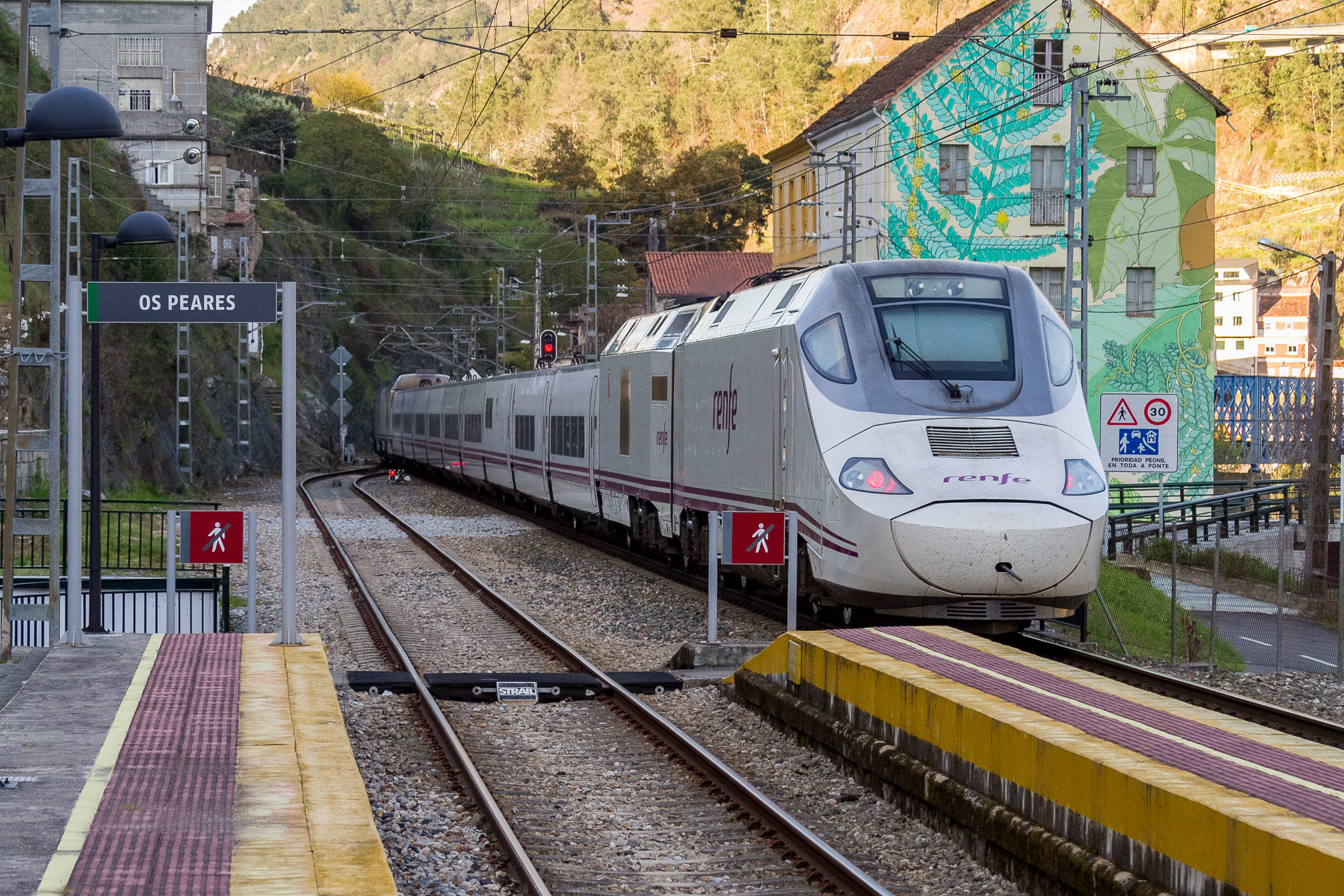
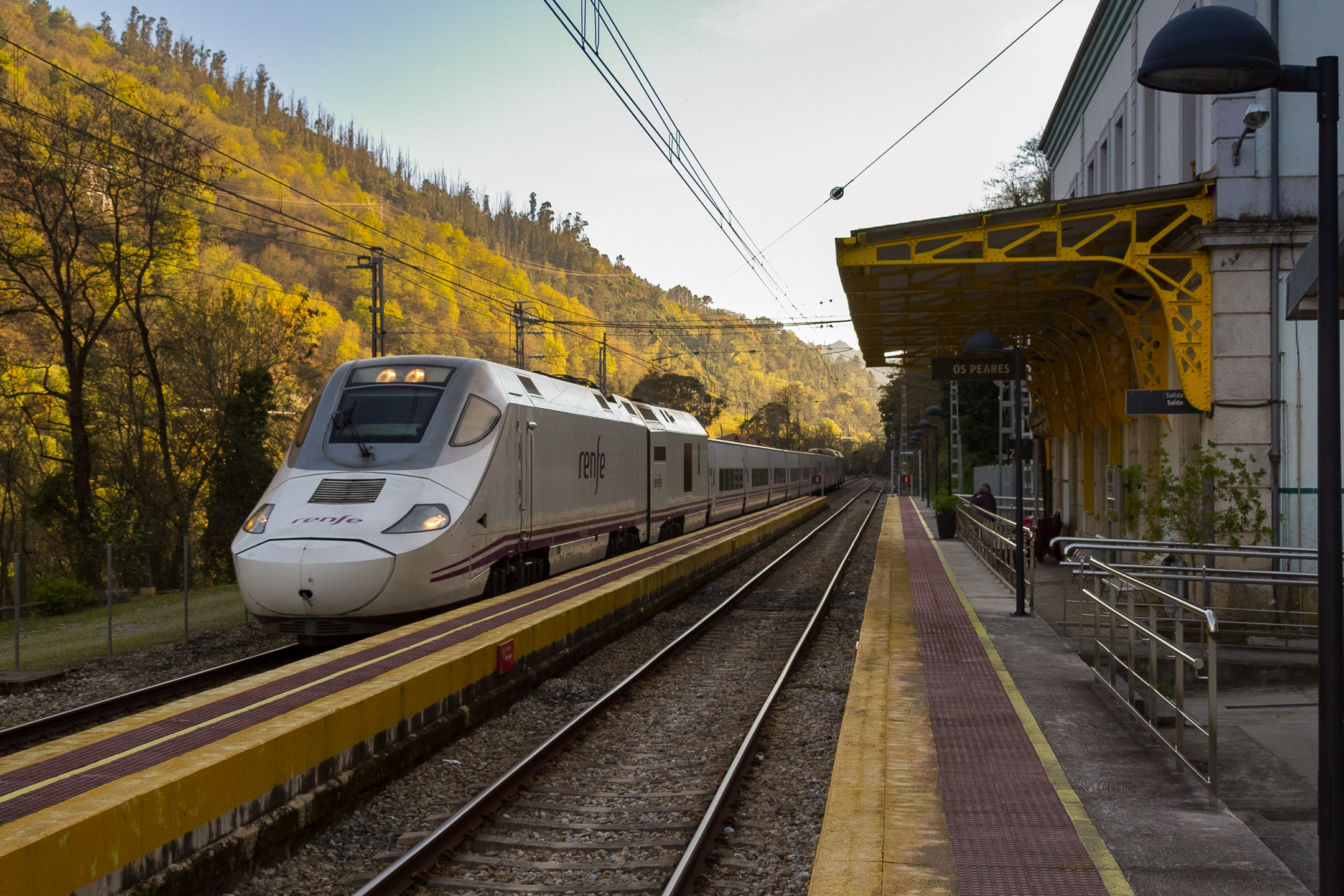
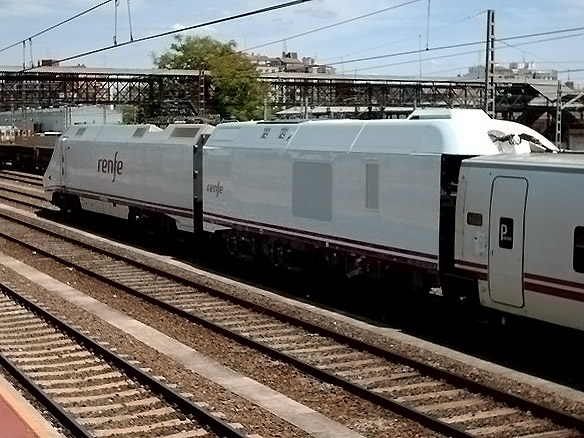
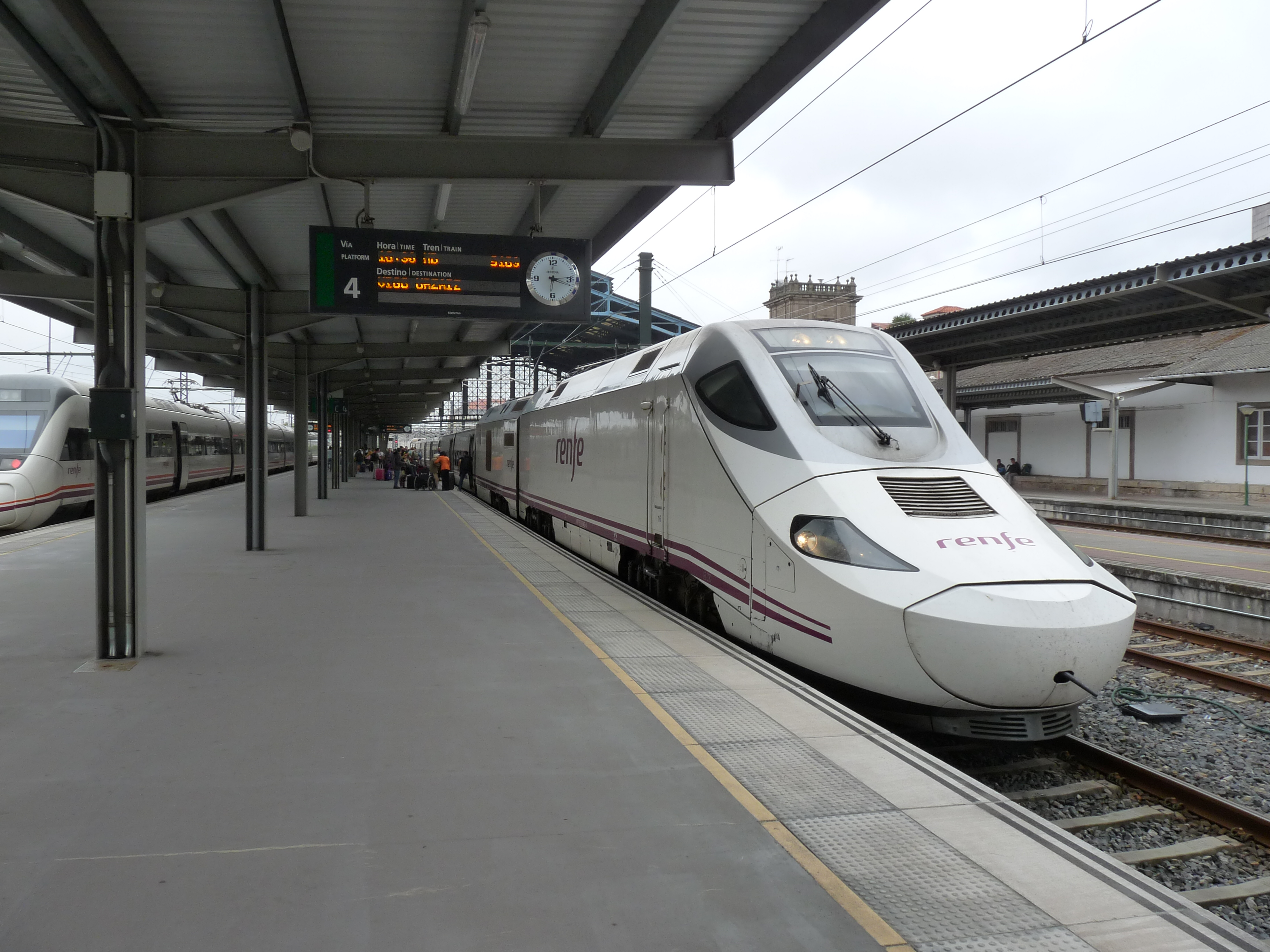